# Бернат (Іран)
Бернат (перс. كردخيل) — село в Ірані, у дегестані Дабуй-є Джонубі, у бахші Дабудашт, шагрестані Амоль остану Мазендеран. За даними перепису 2006 року, його населення становило 373 особи, що проживали у складі 95 сімей.

## Клімат
Середня річна температура становить 10,54 °C, середня максимальна – 25,17 °C, а середня мінімальна – -4,86 °C. Середня річна кількість опадів – 231 мм.
| Клімат поселення                              | Клімат поселення | Клімат поселення | Клімат поселення | Клімат поселення | Клімат поселення | Клімат поселення | Клімат поселення | Клімат поселення | Клімат поселення | Клімат поселення | Клімат поселення | Клімат поселення | Клімат поселення |
| Показник                                      | Січ.             | Лют.             | Бер.             | Квіт.            | Трав.            | Черв.            | Лип.             | Серп.            | Вер.             | Жовт.            | Лист.            | Груд.            |                  |
| Середній максимум, °C                         | 3,40             | 4,47             | 8,03             | 13,91            | 18,53            | 22,56            | 25,17            | 24,97            | 21,88            | 16,80            | 11,00            | 5,90             |                  |
| Середня температура, °C                       | −0,72            | 0,34             | 3,89             | 9,79             | 14,40            | 18,42            | 20,94            | 20,74            | 17,66            | 12,58            | 6,77             | 1,70             |                  |
| Середній мінімум, °C                          | −4,86            | −3,8             | −0,24            | 5,64             | 10,28            | 14,30            | 16,72            | 16,53            | 13,42            | 8,35             | 2,55             | −2,54            |                  |
| Норма опадів, мм                              | 26               | 26               | 37               | 28               | 26               | 9                | 7                | 6                | 7                | 18               | 18               | 23               |                  |
| Середньомісячна швидкість вітру, м/с          | 1.66             | 2.15             | 2.80             | 2.91             | 2.14             | 2.01             | 1.90             | 1.67             | 1.66             | 2.08             | 1.80             | 1.63             |                  |
| Середньомісячна сонячна радіація, кДж/м²·день | 9134             | 11860            | 14377            | 17634            | 20951            | 24016            | 23734            | 22140            | 19115            | 14464            | 10784            | 8769             |                  |
| --------------------------------------------- | ---------------- | ---------------- | ---------------- | ---------------- | ---------------- | ---------------- | ---------------- | ---------------- | ---------------- | ---------------- | ---------------- | ---------------- | ---------------- |
| Джерело:                                      |                  |                  |                  |                  |                  |                  |                  |                  |                  |                  |                  |                  |                  |